# Муртазалиев, Расул Муртазалиевич
Расул Муртазалиевич Муртазалиев (род. 20 июня 1988 год, с. Алак, Ботлихский район, Дагестанская АССР, РСФСР, СССР) — мастер спорта России международного класса (вольная борьба), бронзовый призёр чемпионата Европы 2012 года.

## Биография
Родился в аварском селе Алак. С детства занимался борьбой, посещал школу в Караозене Бабаюртовского района, затем занимался в секцию при школе-интернате поселка Бавтугай Кизилюртовского района. Его первым тренером был Сайгидахмед Магомедов. Выступал хасавюртское УОР и Дагестан. Тренировался у Магомеда Гусейнова. В 2015 году завершил карьеру борца и встал на пост главного тренера в ДЮСШ в г. Кизляр.

## Достижения
- Чемпионат Европы по борьбе 2012 — ;
- Кубок мира 2011 — ;
- Чемпионат России 2011 — ;
- Чемпионат России 2010 — ;
- Гран-при "Иван Ярыгин" 2012 — ;
- Гран-при "Иван Ярыгин" 2011 — ;
- Гран-при "Иван Ярыгин" 2013 — ;

## Семья
В ноябре 2012 года женился на студентке ДагГУ по имени Ханум — уроженке того же села Алак.